# 송도원선
송도원선(松濤園線)은 조선민주주의인민공화국 강원도 원산시 세길역과 송도원역을 잇는 철도 노선이다. 원산시의 유명 관광지인 송도원과 송도원국제소년단야영소를 강원선과 연결한다. 송도원국제소년단야영소에서 머무르는 청소년을 위한 평양발, 청진청년발, 해주청년발 전용열차가 운행하고 있다.

## 연혁
- 일자 불명: 덕원(현 세길) - 김일성 별장 간 전용선로 개통[3]
- 2014년 9월 23일: 전용선을 활용하여 세길 - 송도원 간 영업 개시

## 역 목록
- 세길역
- 송도원역(松濤園驛)